# Газель, Марсель
Марсель Газель (фр. Marcel Gazelle; 27 февраля 1907, Гент — 12 марта 1969, Роттах-Эгерн) — бельгийский пианист и музыкальный педагог.
Окончил Гентскую консерваторию (1927), затем совершенствовался в Париже в Нормальной школе музыки под руководством Нади Буланже и Марселя Чампи.
С 1933 года и до конца жизни был тесно связан с Иегуди Менухиным: на протяжении многих лет выступал его аккомпаниатором, в том числе в ходе гастрольного тура по Австралии, Новой Зеландии и Южной Африке в 1934—1935 гг., в концертах 1943—1944 гг. в Великобритании и только что освобождённой Бельгии, на гастролях в Индии в 1952 г. Одновременно Газель выступал как солист и ансамблист, а также в дуэте со своей женой, скрипачкой Жаклин Саломонс (в 1958 г. они, в частности, вместе исполнили премьеру второй скрипичной сонаты Игнаца Лильена). Ещё одна премьера на счету Газеля — фортепианный концерт Жюля Туссена Де Суттера (1960, с Льежским симфоническим оркестром под управлением Фернана Кине). В 1938—1966 гг. (с перерывом в годы войны) преподавал в Гентской консерватории, среди его учеников Филипп Херревеге и Ян Риспенс. В 1963 году был правой рукой Менухина при создании Школы Иегуди Менухина, вёл класс фортепиано и ряд других дисциплин; среди его учеников были Кэтрин Стотт и Найджел Кеннеди. Автор книги о Школе Менухина Эрик Фенби характеризует Газеля как «безгранично преданного своему делу и заслужившего ответное доверие и личное уважение учеников»; вместе с тем в 2013 году в адрес давно покойного Газеля были выдвинуты обвинения в сексуальных приставаниях к ученицам школы. Последней записью Газеля стали Восемь вариаций на греческую народную тему Никоса Скалкотаса (1968, с Робертом Мастерсом и Дереком Симпсоном).
Умер от рака лёгких.